# Смірнов Сергій Олексійович
СЕРГІЙ ОЛЕКСІЙОВИЧ СМІРНОВ («СОН»)
Народився в м. Рівне. 
Після переїзду родини в 2004 році до Ірпеня навчався
в Ірпінській загальноосвітній школі №3.
Займався регбі, футболом, боксом
та вільною боротьбою. 
У 2018 році закінчив Університет державної фіскальної служби України і
здобув кваліфікацію магістра з обліку і оподаткування.
Був приватним підприємцем – відкрив свої кав’ярні. Мав хист до техніки,
професійно володів зброєю, займався спортом, виступав за регбійну команду
Ірпеня, вів здоровий спосіб життя. 
Відвідував церкву «Благодать», брав
участь у перебудові храму. Мав багато друзів та був душею компанії.
У перші дні збройного нападу російських військ приєднався до лав
активістів та ініціативних мешканців. Займався підтриманням публічного
порядку в рідному місті, чергував на блокпостах, допомагав жителям
Ірпеня, Бучі, Гостомеля, Ворзеля під час евакуації через підірваний міст біля
Романівки, забезпечував доставку і роздачу гуманітарної допомоги.
Неодноразово брав участь у бойових діях при спробах проникнення ДРГ на
територію Ірпеня.
Загинув у свій день народження від вибуху ворожого снаряда біля
мікрорайону Романівка під час оборони Ірпеня, виконуючи бойове завдання.
 Нагороджений (посмертно) медалями «ЗА ОБОРОНУ РІДНОЇ ДЕРЖАВИ»,
«ЗА БОЙОВІ ЗАСЛУГИ», відзнакою «ОРДЕН ДОБРОВОЛЬЦЯ».
Рішенням Ірпінської міської ради Сергію Смірнову присвоєно Почесне
звання «ПОЧЕСНИЙ ГРОМАДЯНИН МІСТА ІРПІНЬ» (посмертно).
У роковини загибелі в центрі Ірпеня, на розі вулиць Центральна та
Грибоєдова, де герой провів своє дитинство і мав власну справу, на його
честь відкрили меморіальну дошку.